# Libelloides rhomboideus
Libelloides rhomboideus is een insect uit de familie van de vlinderhaften (Ascalaphidae), die tot de orde netvleugeligen (Neuroptera) behoort. 
Libelloides rhomboideus is voor het eerst wetenschappelijk beschreven door Schneider in 1845.